# Carolinensieler Kirche

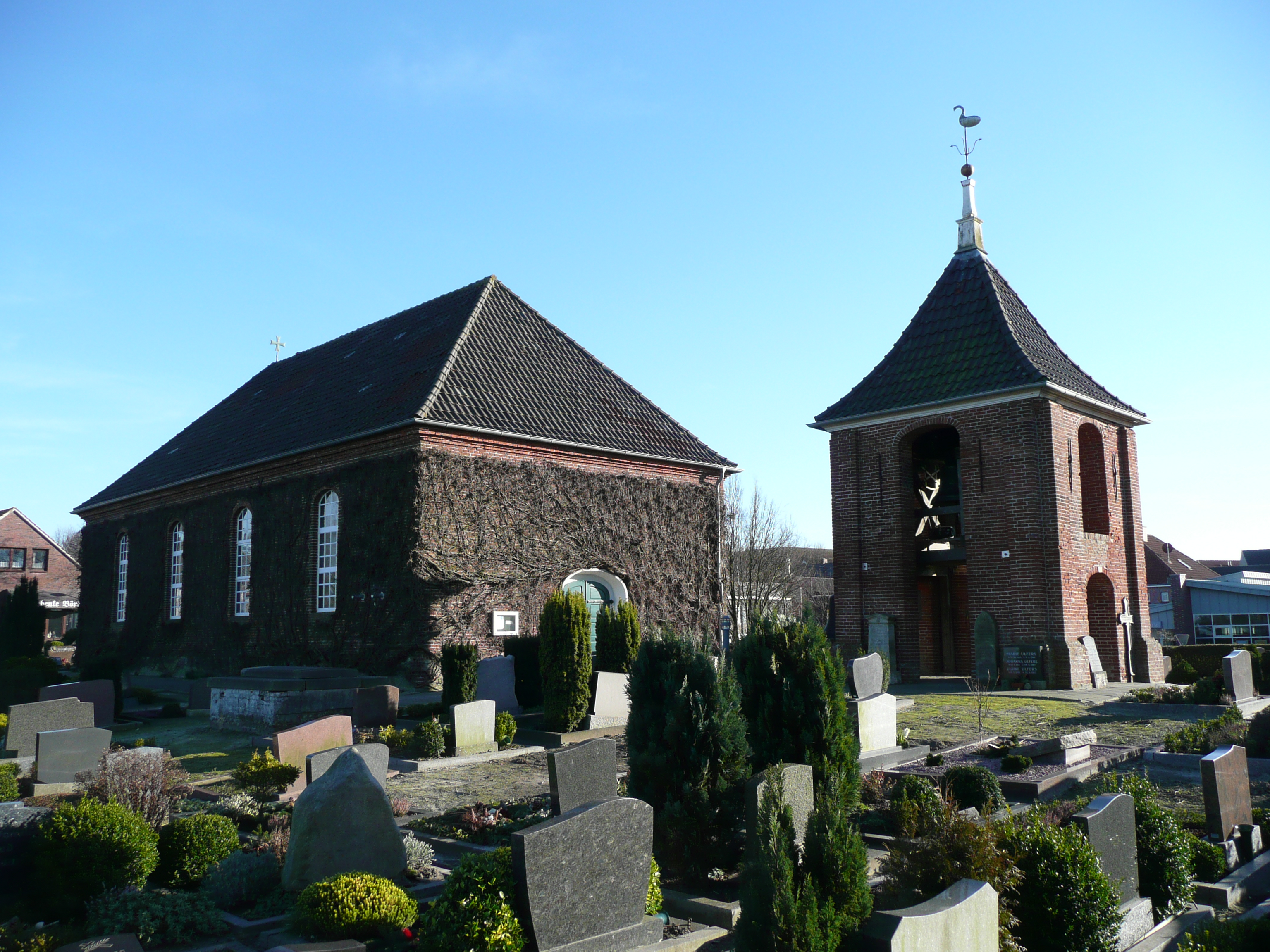
Carolinensieler Kirche von Nordwesten

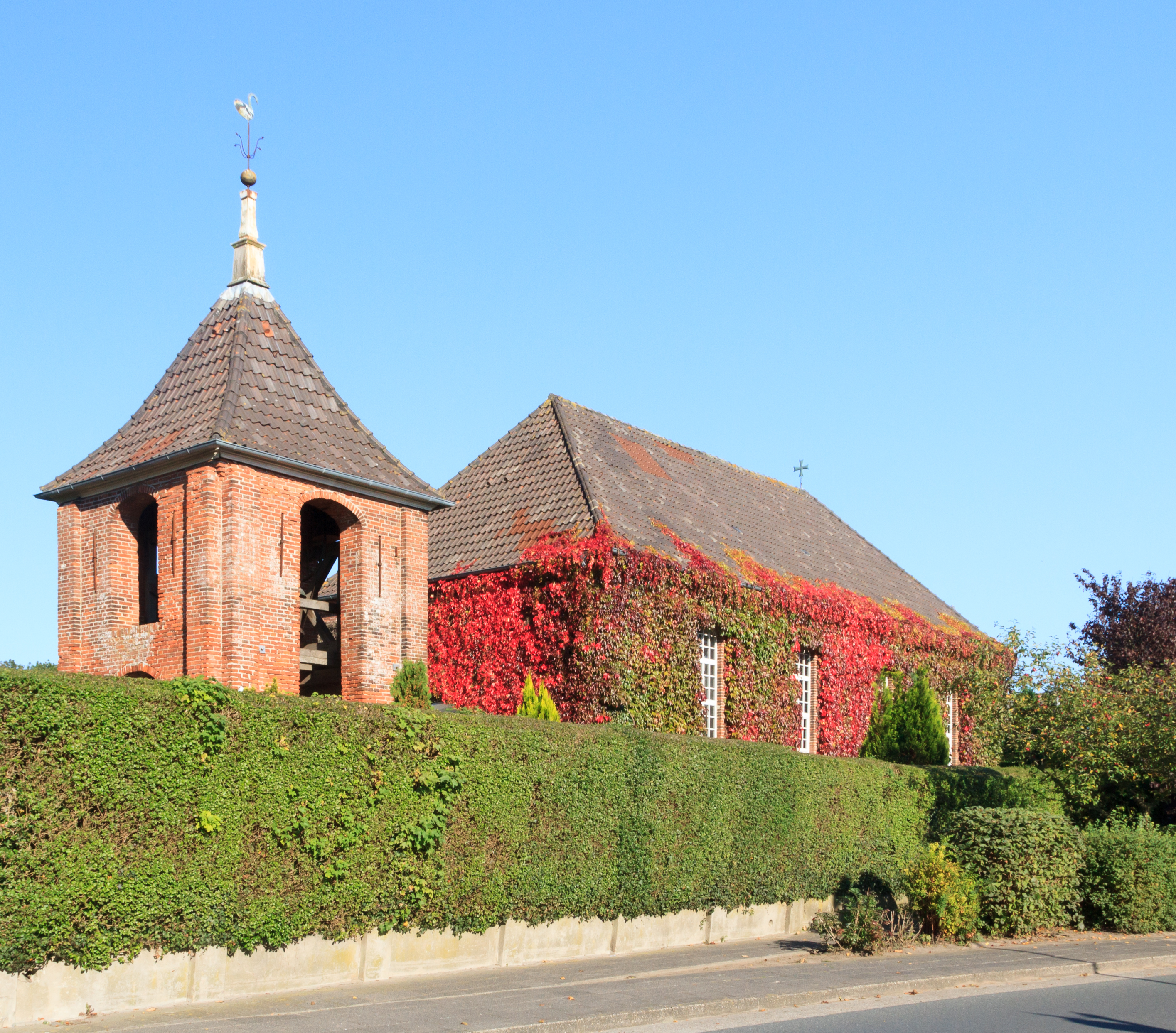
Kirche von Südwesten

Die evangelisch-lutherische Carolinensieler Kirche in Wittmund-Carolinensiel ist eine von nur zwei Kirchen weltweit, die auf einem Deich gebaut wurde. Sie wurde 1776 errichtet, ist Teil des Carolinensieler Museumswegs und steht unter Denkmalschutz.

## Geschichte und Baubeschreibung
Als sich im Jahr 1730, ein Jahr nach der Eindeichung und Ortsgründung, die ersten Bewohner am Deich ansiedelten, besuchten sie in Funnix oder Werdum den Gottesdienst. Erst 1770 erhielten sie die Erlaubnis zum Kirchbau. Die schlichte Saalkirche aus Backstein besitzt ein über der westlichen und östlichen Schmalseite abgewalmtes Satteldach. Sie wurde am 20. Oktober 1776 eingeweiht. In die beiden Langseiten des rechteckigen Gebäudes sind je vier große korbbogige Fenster eingefügt. Das einzige Portal der Kirche befindet sich an der Westseite und besitzt ebenfalls einen Korbbogen.

## Turm und Glocken
Der Turm aus Backstein wurde 1793 westlich vor der Kirche errichtet und besitzt große bis auf den Boden hinabreichende Öffnungen mit Korbbögen. Er ist wegen der heftigen Stürme bewusst niedrig gehalten und steht damit in der Tradition der mittelalterlichen Glockenhäuser und offenen Glockenstühle aus Backstein in Ostfriesland. Die Turmspitze ziert ein Schwan, ein lutherisches Symbol. Er beherbergt ein zweistimmiges Glockengeläut mit der Tonfolge fis-a, die kleine Glocke ist neu (2001), die große gilt als historisch.

## Ausstattung
Der Innenraum ist schlicht gestaltet und wird von einem blauen hölzernen Tonnengewölbe abgeschlossen. Er verfügt noch über sämtliche ursprünglichen Einrichtungsgegenstände im Stil des ausgehenden Barock. Hierzu zählen  der barocke Kanzelaltar mit seitlichen Pilastern und dem außen und auf dem Schalldeckel angebrachten Schnitzwerk in zarter Vergoldung. Der Altar ist ohne bildliche oder figürliche Darstellungen ein Zeugnis der Aufklärung, ähnlich wie der ebenfalls in der 2. Hälfte des 18. Jh. entstandene Kanzelaltar in Woquart bei Pewsum. An den Kniebänken seitlich des eigentlichen Altares erhielten die Menschen kniend Brot und Wein beim Abendmahl. Der Kirchenraum wird im Westen von der Westempore mit dem barocken Orgelprospekt und einer seitlichen Prieche bestimmt. Ebenfalls aus der Bauzeit stammt das mit weiß abgesetzte rote Kastengestühl, das einen farblichen Kontrast zur übrigen weißen Innenausstattung bildet.
Links und rechts vom Altar befinden sich besondere Sitzmöbel in Form offener überdachter Kirchenstühle, für ausgesuchte Gemeindemitglieder, Prieche genannt. Darauf sind je eine Votivgabe in Form von Schiffsmodellen zusehen. Es handelt sich dabei um die Brigg Venus (1776) und die Fregatte Alje Mehrings (1921). An der Nordwand befindet sich ein weiteres Schiffsmodell, die Bark Marie Emilie (1985).

## Orgel

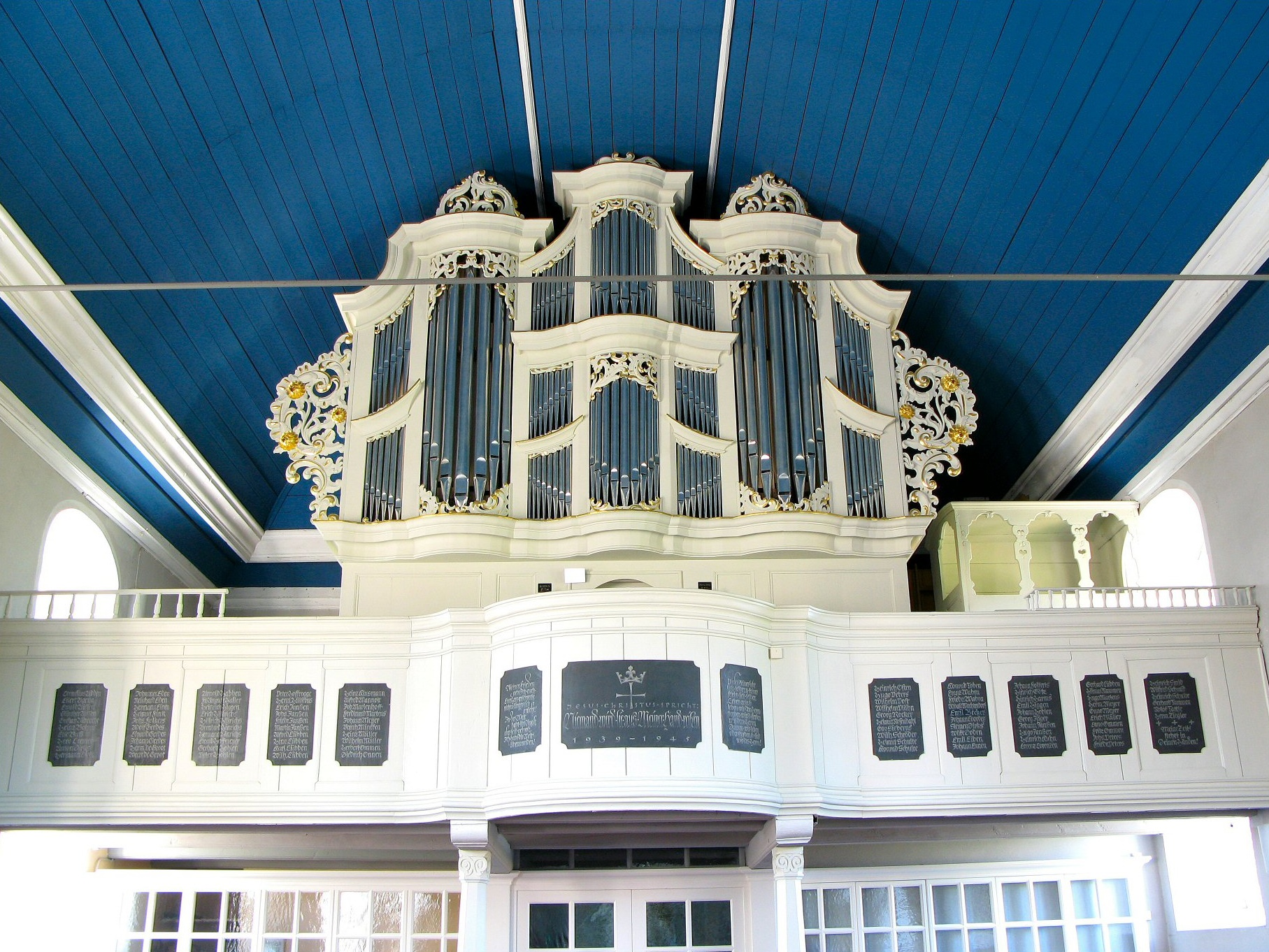
Müller-Orgel auf der Westempore von 1781

Hinrich Just Müller aus Wittmund baute 1780/81 die Orgel, die zusammen mit der Empore 1782 eingeweiht wurde. Ebenso wie der Kanzelaltar wird sie von seitlichem und bekrönendem Rankenwerk verziert. Das Instrument verfügt über elf Register auf zwei Manualen mit angehängtem Pedal. Instandsetzungsarbeiten mit zeittypischen Umbauten wurden 1897/1898 durch Johann Diepenbrock und 1950 durch Alfred Führer vorgenommen. Hermann Hillebrand führte 1975/76 eine teilweise Restaurierung durch, die 2004/05 von Heiko Lorenz mit Rückführung auf den Urzustand vollendet wurde.
| I Hauptwerk C–c3 |              |       |      |
| 1.               | Principal 0  | 08′ 0 | M, L |
| 2.               | Bordun       | 16′   | M, L |
| 3.               | Octava       | 04′   | L, M |
| 4.               | Quinta       | 03′   | M    |
| 5.               | Mixtur IV    |       | H    |
| 6.               | Trompete B/D | 08′   | L    |

| II Oberwerk C–c3 |              |       |      |
| 7.               | Principal 0  | 04′   | M    |
| 8.               | Gedact       | 08′ 0 | L, M |
| 9.               | Nassat       | 03′   | M, L |
| 10.              | Waltflöte    | 02′   | M    |
| 11.              | Dulcian B/D0 | 08′   | L    |
|                  | Tremulant    |       | M    |

| Pedal C–d1 |           |
|            | angehängt |

- Anmerkungen

M = Hinrich Just Müller (1780/1781)
H = Hermann Hillebrand (1976)
L = Heiko Lorenz Orgelbau (2005)